# Ecuandureo
Ecuandureo es una localidad mexicana situada al noroeste del estado de Michoacán, cabecera del municipio homónimo. Su distancia a la capital del estado es de 142 km por la carretera federal No.15.
La localidad está ubicada en las coordenadas 20°9′41″N 102°11′42″O / 20.16139, -102.19500 a una altitud de 1580 m s. n. m.
Según el censo realizado en 2020, la localidad tiene una población de 4358 personas, lo que representa un decrecimiento promedio anual del -0.86 % en comparación con los 4742 habitantes registrados en el censo de 2010. En el año 2010 estaba clasificada como una localidad de grado medio de vulnerabilidad social.
La mayor parte de los mayores de 15 años están alfabetizados (al 2020 es analfabeta solo el 8.21 % de la población de esta franja etaria), con un grado de escolarización en torno a los 7 años.
Las principales actividades económicas de Ecuandureo son la agricultura y el comercio.